# روبرت هارلي
روبرت هارلي (بالإنجليزية: Robert Harley)‏ هو كاتب بريطاني، ولد في القرن العشرين.

## وصلات خارجية
- روبرت هارلي على موقع IMDb (الإنجليزية)
- روبرت هارلي على موقع قاعدة بيانات الفيلم (الإنجليزية)